# Крива Річка
Крива́ Рі́чка — рукав річки Дніпро, в середній його течії. Довжина річки становить 11 км.
Рукав відгалужується від головного русла в районі села Губичі і назад впадає поблизу села Неданчичі (обидва села Ріпкинського району Чернігівської області). Тече спочатку на південний схід, потім меандруючи повертає на південний захід. Рукав утворює великий річковий острів (назва невідома).
У Криву Річку впадає річка Вертеч.
| Річка | Це незавершена стаття про річку. Ви можете допомогти проєкту, виправивши або дописавши її. |